# 北海道農政事務所

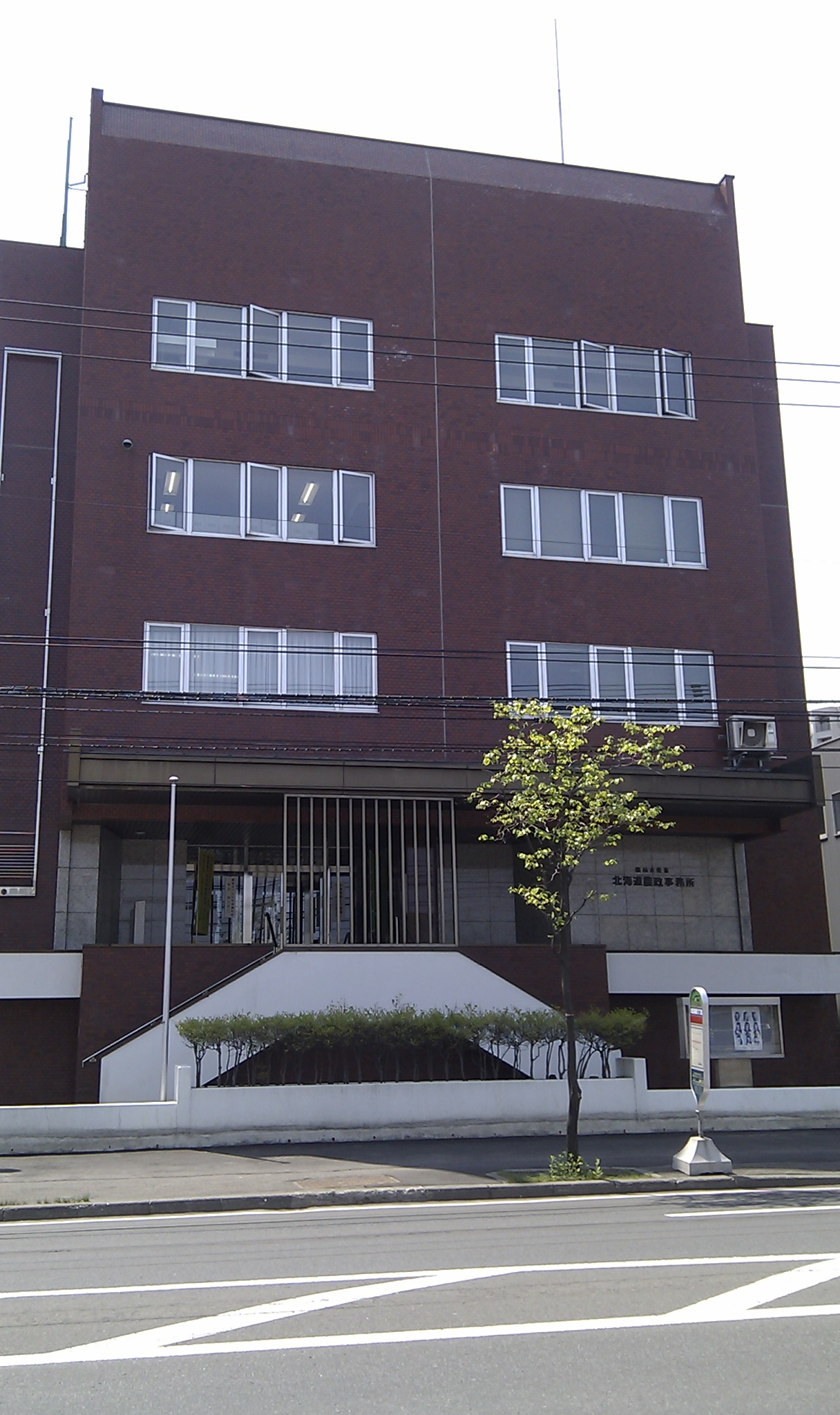
旧北海道農政事務所（2011年）

北海道農政事務所（ほっかいどうのうせいじむしょ）は、札幌市にある農林水産省の地方支分部局の一つである。農業土木を除く農政全般について北海道地域を管轄する（農業土木分野については国土交通省の地方支分部局である北海道開発局が担当している。）。法令上は地方農政局に準ずる。

## 沿革
食糧庁の廃止（2003年7月1日）によりその所管業務が農林水産省本省に取り込まれることとなった。旧食糧庁の地方支分部局だった食糧事務所については、各地方単位の業務を本省の地方支分部局である地方農政局に編入するとともに、県域単位の業務の受け皿として地方農政事務所を設置することとした。しかし北海道を管轄する地方農政局は存在しないため、旧食糧事務所の業務は農林水産省に直属する地方支分部局として設立された北海道農政事務所に引き継がれた。
2006年4月1日、統計・情報センターを統括する地方支分部局として置かれていた北海道統計・情報事務所を統合した。2011年9月1日、別庁舎で業務を扱っていた地域課各課と各統計・情報センターを統合して地域センターに再編した。なお、北海道農政事務所の所在地である札幌市周辺地域を所管する地域センターは設置せず、北海道農政事務所自身が取り扱うこととした。2015年10月1日、地域センターを廃止し、代わって札幌を含む6つの地域拠点を設けることとした。

## 組織
- 所長
- 次長
- 企画調整室
- 総務管理官
  - 総務課
  - 会計課
- 生産経営産業部
  - 生産支援課
  - 業務管理課
  - 担い手育成課
  - 事業支援課
- 消費・安全部
  - 消費生活課
  - 表示・規格課
  - 流通監視課
  - 安全管理課
- 統計部
  - 調整課
  - 統計企画課
  - 地域統計室
  - 経営・構造統計課
  - 生活流通消費統計課

## 出先機関
- 札幌地域拠点（札幌市中央区南22条西6丁目2-22 エムズ南22条第2、第3ビル）
- 函館地域拠点（函館市新川町25-18 函館地方合同庁舎）
- 旭川地域拠点（旭川市宮前1条3丁目3番15号 旭川地方合同庁舎）
- 釧路地域拠点（釧路市幸町10丁目3番地 釧路地方合同庁舎3階）
- 帯広地域拠点（帯広市西6条南7-3 帯広地方合同庁舎）
- 北見地域拠点（北見市青葉町6-8 北見地方合同庁舎）